# Pilea peperomioides
Pilea peperomioides, beter bekend als de pannenkoekenplant is een plant uit de brandnetelfamilie (Urticaceae). Pilea peperomioides komt van nature alleen voor in China in het bergachtige gebied van de provincie Yunnan. Van hier bracht in het begin van de 20e eeuw de Schotse botanicus George Forrest (1873-1932) de plant mee naar Europa. De Duitse botanicus Ludwig Diels (1874-1945) gaf haar in 1912 de naam Pilea peperomioides (op Peperomia gelijkend). De Nederlandse naam pannenkoekenplant verwijst naar de ronde vorm van het blad die aan een pannenkoek doet denken. In Engeland heeft de plant de naam Chinese money plant.
Pilea peperomioides heeft opvallend grote ronde bladeren en vlezige stengels. De bladeren hebben een doorsnede van ongeveer 10 cm en staan iets uit het midden op de bladsteel. Het glanzend succulente blad is vlezig en leerachtig en heeft een donkergroene kleur. De plant bereikt een hoogte van 30–40 cm (maximaal 60 cm) en bloeit met onopvallend kleine witte bloemen.
In Europa is Pilea peperomioides een kamerplant. Daarnaast doet de plant het goed in terraria, gezien de positieve effecten van een constante kamertemperatuur en hoge luchtvochtigheid op de groei van de plant. Van nature is de plant een bodembedekker.

## Stekken

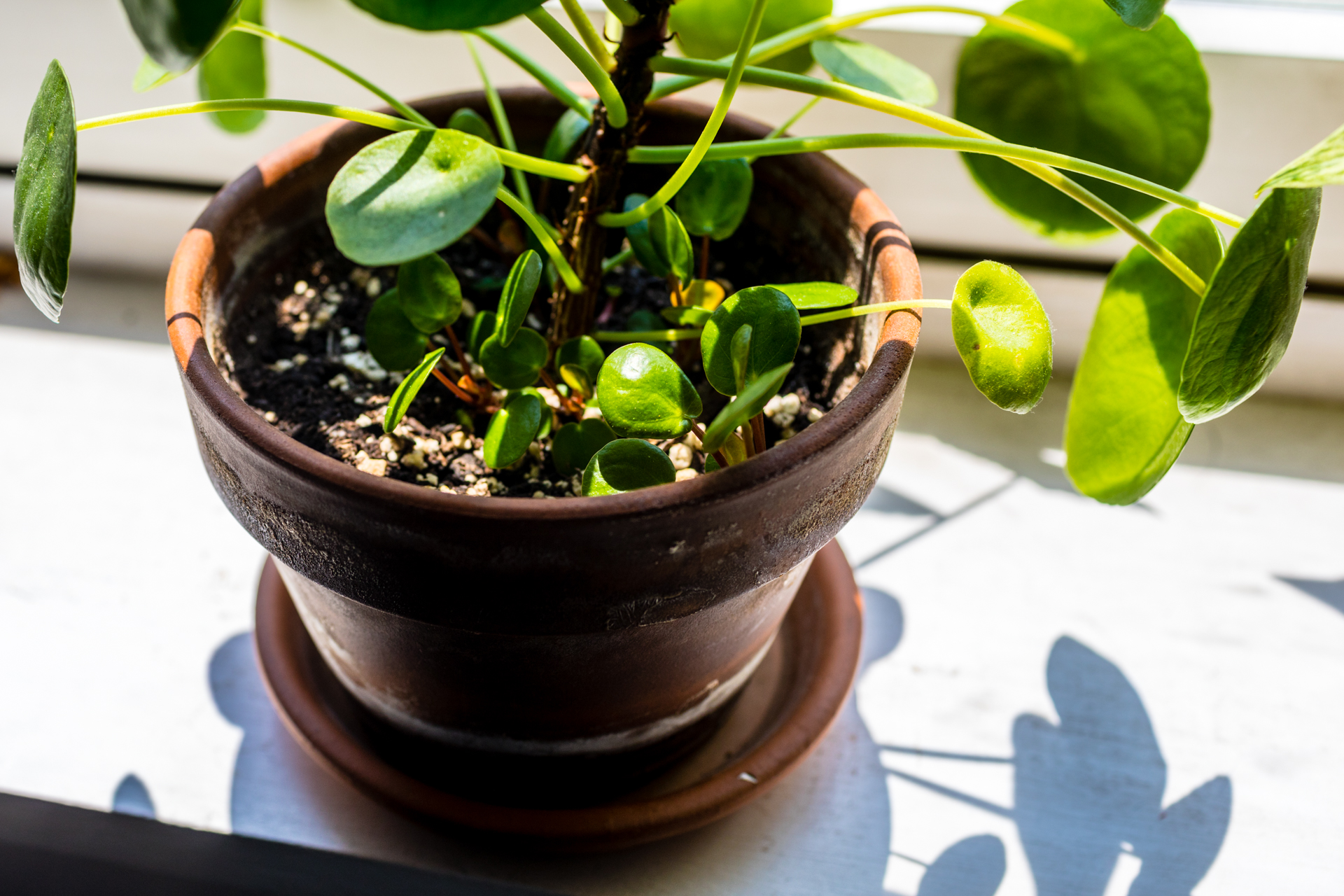
Pannenkoekplant met nieuwe uitlopers

Pannenkoekenplanten zijn gemakkelijk te stekken. Een nieuw plantje dat bij de moederplant groeit (een uitloper) kan worden losgesneden en op een vaasje met water gezet worden. Als de eruit groeiende wortels enige omvang hebben bereikt kan het plantje in potgrond geplant worden. Deze stekjes worden vaak weggegeven als geluksbrenger of teken van vriendschap.

## Trivia
In 1944 nam de Noorse missionaris Agnar Espegren, die toen China moest verlaten, een pannenkoekenplant mee naar Noorwegen. Sindsdien heeft zich de kamerplant via het doorgeven van stekken eerst in de Scandinavische landen en later over heel Europa verspreid.
De pannenkoekplant staat erom bekend een niet-giftige plant te zijn, dat betekent dat de plant over het algemeen veilig is voor mensen en (huis)dieren.